# أوليسيا روماسينكو
أوليسيا فيكتوروفنا روماسينكو (بالروسية: Olesya Viktorovna Romasenko؛ من مواليد 12 يناير 1990) هي راكبة زوارق سرعة روسية، شاركت في بطولة العالم لسباق الزوارق 2018.